# Acantharchus pomotis
Acantharchus pomotis – gatunek słodkowodnej ryby z rodziny bassowatych (Centrarchidae), jedyny przedstawiciel rodzaju Acantharchus. Początkowo zaliczany był do rodzaju Centrarchus.

## Występowanie
Występuje na wschodnim wybrzeżu Ameryki Północnej, od Nowego Jorku do Florydy. Spotykany w rzekach i jeziorach nad mulistym dnem. Preferuje wody o temperaturze od 10°C do 22°C.

## Charakterystyka
Żywi się bentosem. Dorasta do około 20 cm długości.